# Sinop (district)
Sinop is een Turks district in de provincie Sinop en telt 52.667 inwoners (2007). Het district heeft een oppervlakte van 438,6 km². Hoofdplaats is Sinop.
De bevolkingsontwikkeling van het district is weergegeven in onderstaande tabel.
| 1997   | 2000   | 2007   |
| ------ | ------ | ------ |
| 47.688 | 49.839 | 52.667 |